# Rajesh Talwar
Não deve ser confundido com o condenado em 2008 Noida, caso de assassinato duplo.
Rajesh Talwar, é um advogado e escritor da Índia. Ele tem escrito diversos livros sobre temas de direito e direitos humanos.

## Início da vida
Talwar, estudou na Universidade de Nottingham, depois de ir para o Reino Unido em um Chevening Britânico de bolsas em 1996. Ele recebeu o seu LL.M em Direitos Humanos. Ele também participou de um programa de Negociação da Harvard Kennedy School of Government e recebeu um diploma de pós-graduação da  Escola de Jornalismo de Londres. Ele começou a trabalhar para as Nações Unidas em várias capacidades. Seu trabalho com a U. N. o levou para lugares como o Kosovo, o Afeganistão, Timor-Leste,a Somália e a Libéria.

## Carreira
Talwar, é um praticante e professor de direito. Ele já ensinou alunos dw LL.B na Delhi University e Jamia Millia Islamia.
A carreira de Talwar como escritor, inclui escrever sobre diferentes assuntos para grandes empresas de mídia, incluindo The Guardian,  the Economic Times, The Sunday Email, e O Pioneiro. Ele também tem livros publicados sobre leis, dirigindo-se a reforma da lei, bem como tentando desmistificar o assunto , como em " Como Escolher um Advogado - e Ganhar o Seu Caso.'
Os romances de Talwar incluem Um Afegão de Inverno e O Sentimental Terrorista, , ambas baseadas no Afeganistão, onde ele passou muitos anos como funcionário da ONU. Seus livros infantis incluem Os Três Verdes (Orient BlackSwan) e O  Príncipe Barbudo. Seus romances também incluem Inglistan (2007), o qual um revisor de O Hindu chamou de "às vezes tedioso, mas legível", enquanto um revisor para o Livro de Revisão Literária de Confiança disse que era "um som autobiográfico e bastante desinteressante conta pessoal, com todos os sinais de uma amadora auto-expiação". Talwar, também escreveu peças de teatro, incluindo Alta Fidelidade de Transmissão sobre as políticas discriminatórias e ilegal de testes de vacinas contra a AIDS na Índia e a sátira de 2001, Inside Gayland em que havia um homem indiano heterossexual que visitou um planeta onde a heterossexualidade é contra a lei, vista como imoral e antinatural. Em seu mais recente trabalho de não-ficção publicação Courting Injustice: The Nirbhaya Case and Its Aftermath (Hay House) é baseado no caso da gangue de estupro de dezembro de 2012 em Deli. Na ficção, ele tem publicado mais recentemente 'Como Matar um Bilionário' - How to Kill a Billionaire (Juggernaut Livros; 2016)